# Садовое (Голованевский район)
Садовое (укр. Садове; до 2016 — Орджоникидзе) — село в Гайворонской городской общине Голованевского района Кировоградской области Украины.
До 2020 года входило в Гайворонский район
Население по переписи составляло 45 человек. Почтовый индекс — 26312. Телефонный код — 5254. Код КОАТУУ — 3521110101.